# Statystyka stosowana
Statystyka stosowana – dział statystyki, do obszaru zainteresowań którego należą zastosowania statystyki w innych dziedzinach wiedzy.
Metody statystyczne mogą posłużyć każdemu, kto używa empirycznej obserwacji do opisu otaczającego nas świata. Dlatego statystyka jest wykorzystywana nie tylko w naukach przyrodniczych, ale także na przykład w historii lub sztuce.
Oto przykłady dziedzin, w których metody statystyczne znalazły szerokie zastosowanie:
- biometria
- demografia
- ekonometria
- fizyka statystyczna
- psychologia statystyczna
- socjologia statystyczna
- statystyka gospodarcza